# Búbos baza
A búbos baza vagy más néven pápua kakukkhéja (Aviceda subcristata) a madarak osztályának vágómadár-alakúak (Accipitriformes) rendjébe, ezen belül a vágómadárfélék (Accipitridae) családjába és a darázsölyvformák (Perninae) alcsaládba tartozó faj.

## Előfordulása
Ausztrália, Indonézia, Pápua Új-Guinea és a Salamon-szigetek területén honos. A trópusi és szubtrópusi erdők, néha puszták, megművelt területek és a városok lakója.

## Alfajai
- kelet-ausztrál kakukkhéja (Aviceda subcristata subcristata), Kelet- és Északkelet-Ausztrália
- északnyugat-ausztrál kakukkhéja (Aviceda subcristata njikena), Északnyugat-Ausztrália
- timori kakukkhéja (Aviceda subcristata timorlaoensis), Kis Szunda-szigetek, Lomboktól keletre Timor szigetéig
- vörös kakukkhéja (Aviceda subcristata rufa), északi Maluku-szigetek, Obi-szigetek
- burui kakukkhéja (Aviceda subcristata stresemanni), Buru szigete
- amboina kakukkhéja (Aviceda subcristata reinwardtii), Amboina és Seram
- Kai-szigeteki kakukkhéja (Aviceda subcristata pallida), Kai-szigetek
- biak szigeti kakukkhéja (Aviceda subcristata obscura), Biak
- waigeo szigeti kakukkhéja (Aviceda subcristata waigeuensis), Waigeo
- nyugat új-guineai kakukkhéja (Aviceda subcristata stenozoma), Új-Guinea nyugati része, Aru-szigetek és Misol
- pápua kakukkhéja (Aviceda subcristata megala), Új-Guinea keleti része, Fergusson- és Goodenough-szigetek
- Bismarck-szigeteki kakukkhéja (Aviceda subcristata bismarckii), Bismarck-szigetek (Új-Britannia, Új-Írország, Új-Hannover)
- admiralitás-szigeteki kakukkhéja (Aviceda subcristata coultasi), Admiralitás-szigetek
- Bougainville kakukkhéja (Aviceda subcristata proxima), Bougainville és a Shortland-szigetek
- nagy kakukkhéja (Aviceda subcristata robusta), Choiseul és Ysabel sziget a Salamon-szigetek közül
- Salamon-szigeteki kakukkhéja (Aviceda subcristata gurneyi), San Cristóbal, Ugi, Santa Anna, Guadalcanal és Malaita a Salamon-szigetek közül

## Megjelenése
Testhossza 35-46 centiméter, átlagos testtömege 320 gramm. Felálló tollbóbitája van.

## Életmódja
Nagyobb rovarokkal és békákkal táplálkozik, de néha gyümölcsöt is fogyaszt.

## Szaporodása
Fészkelési időszaka október és február közé esik. Fészekalja 2-3 tojásból áll, melyen 29 napig felváltva kotlik mindkét szülő.